# Brunswick (Georgia)
Brunswick es una ciudad ubicada en el condado de Glynn en el estado estadounidense de Georgia. En el censo de 2000, su población era de 15.600.

## Demografía
En el 2000 la renta per cápita promedia del hogar era de $22,272, y el ingreso promedio para una familia era de $28,564. El ingreso per cápita para la localidad era de $13,062. Los hombres tenían un ingreso per cápita de $26,172 contra $18,602 para las mujeres.

## Geografía
Según la Oficina del Censo, la localidad tiene un área total de 65,2 km² (25,2 mi²), de la cual 44,6 km² (17,2 mi²) es tierra y 20,7 km² (8 mi²) (31.74%) es agua.